# Лэйнг, Рональд Дэвид
Рональд Дэвид Лэйнг (англ. Ronald David Laing, 7 октября 1927 — 23 августа 1989) — шотландский психиатр, много писавший о заболеваниях психики, в первую очередь о переживаниях во время психоза. Один из ведущих идеологов движения антипсихиатрии, к которым также причисляют Мишеля Фуко, Франко Базалью и Томаса Саса. Сам Лэйнг не считал себя антипсихиатром и возражал против использования этого термина; в частности, он подчёркивал: «Я антипсихиатр не более, чем Пастер антиврач, хотя он и выступал против некоторых современных ему методов медицины». Политически относился к «новым левым» и имел репутацию «кислотного марксиста».
Взгляды Лэйнга на причины и методы лечения психических расстройств, выработанные под влиянием философии экзистенциализма, шли вразрез с положениями психиатрии. Рассматривая поведение каждого пациента как правомерное выражение личной свободы и отражение переживаемого опыта или внутренней реальности, а не симптомы заболевания, он отрицал все критерии, отделяющие психическое здоровье от психического расстройства, которые пытается установить академическая психиатрия.
Рассматривая понятие шизофрении как идеологическое ограничение, делающее возможными принудительные взаимоотношения между пациентами и психиатрами, Лэйнг писал:
Понятие шизофрении — это оковы, сковывающие пациентов и психиатров. <…> Для того чтобы сидеть в клетке, не всегда нужны прутья. Определённого рода идеи также могут стать клеткой. Двери психиатрических больниц открываются потому, что химическое сдерживание более эффективно. Двери наших умов открыть гораздо сложнее.

## Биография

### Ранние годы
Лэйнг родился в Гованхилле (районе Глазго) 7 октября 1927 года, будучи единственным ребёнком Дэвида Парка Макнейра Лэйнга и Амелии Глен Лэйнг (урождённая Кирквуд). Все предки Лэйнга были шотландцами; его семья являлась обычной пресвитерианской семьёй, представителями среднего класса. Отец работал инженером в Королевском танковом и воздушном корпусах, затем инженером-электриком в муниципалитете Глазго. По утверждению самого Лэйнга, его детство было глубоко несчастным, виновником чего он считал свою излишне сдержанную и безэмоциональную мать.
Получил классическое образование в одной из школ Глазго — школе для мальчиков Хатчесона («Хатчи»), в которой особое внимание уделялось изучению на языке оригинала текстов Софокла, Эсхила, Платона, Аристотеля и многих других представителей литературы, философии, теологии. Прилежно учился, всегда входил в четвёрку лучших учеников класса. Занимался пением и музыкой. Был музыкально одарён, в 1944—1945 годах его избрали лиценциатом Королевской академии музыки и членом Королевского музыкального общества. В годы обучения в школе Лэйнг увлёкся чтением в местной библиотеке книг Кьеркегора, Маркса, Ницше, Фрейда. Впоследствии он отмечал, что именно в трудах этих авторов он нашёл беспокоящие его идеи. Тогда же, в период увлечения в школьные годы чтением в публичной библиотеке, Лэйнг приходит к выводу, что он непременно должен стать писателем и к тридцати годам издать свою первую книгу.
В 1945—1951 годах учился на медицинском факультете университета Глазго, в качестве специализации после обучения выбрал неврологию. Будучи студентом, участвовал в создании Сократического клуба, почётным президентом которого был Бертран Рассел и в рамках которого находили обсуждение философские, теологические и медицинские проблемы. Внимание Лэйнга в это время привлекали этические вопросы науки и общества, вопросы взаимосвязи между философией и медициной. Кроме того, он обращается к гипнозу — экспериментировал на себе, погружаясь в состояние транса; входил в группу исследователей-любителей, стремившихся изучать гипноз в теории и на практике. Увлекался он и спортом — в основном теннисом и альпинизмом, а также крокетом, лёгкой атлетикой.
Интернатуру проходил в нейрохирургическом отделении больницы Киллерна под руководством бывшего полевого хирурга Джо Шорстейна, где начинает задумываться над темами переживания болезни, бытия больного и особенностей взаимоотношений. Под влиянием Джо Шорстейна, который стал его интеллектуальным наставником, Лэйнг изучал Канта, Гуссерля, Хайдеггера, Сартра, Мерло-Понти, Ясперса, Фрейда, Юнга, Ницше, Кьеркегора, Маркса, Витгенштейна.

### Становление
В 1951 году Лэйнг был призван в армию. В 1951—1953 годах он, находясь на должности военного психиатра, проходил службу в Королевском военно-медицинском корпусе — вначале в военно-психиатрическом отделении Королевской больницы Виктории в Нетли, затем — в Каттерикском военном госпитале в Йоркшире. В период своей службы в армии Лэйнг впервые стал доверительно общаться с больными, даже кататониками; здесь он встретил пациентов, случаи которых впоследствии разбирал в своей первой книге. Некоторые из пациентов благодаря вмешательству Лэйнга вернулись к нормальной жизни. Во время своей службы в Королевском военно-медицинском корпусе Лэйнг приходит к выводу, что, вопреки утверждениям, содержащимся в учебниках психиатрии, безумие является философской проблемой, а не сугубо медицинской и что важно понять мир человека с психическим расстройством, чья ненормальность традиционно рассматривается с точки зрения человека, считающегося здоровым.
В период своей службы в Нетли Лэйнг познакомился и сблизился с медицинской сестрой Энн Ханн, а после того, как она забеременела, был вынужден жениться на ней. У Лэйнга и его жены родилась дочь, впоследствии — ещё четверо детей.
После демобилизации Лэйнг стал работать психиатром в Гартнавельской Королевской психиатрической больнице в Глазго, где провёл свой первый исследовательский эксперимент — «Шумную комнату» (1954—1955 гг.). С 1955 года работал в должности старшего ординатора в Южной общей больнице, в это время он начал активно писать. В 1956 году переезжает с семьёй в Лондон, где занимает должность старшего ординатора в Тавистокской клинике и проходит психоаналитическое обучение в Институте психоанализа под руководством знаменитого детского психоаналитика Д. В. Винникотта, давшего очень тёплый отзыв о первой книге Лэйнга — «Разделённое Я». В 1960 году открыл частную практику в Лондоне в качестве психоаналитика; в 1962 году возглавил Лангхемскую клинику в Лондоне.
В 1957 году была написана и в 1960 году вышла из печати книга Лэйнга «Разделённое Я», получившая благожелательные рецензии в медицинских журналах, но первоначально не нашедшая широкого признания и лишь впоследствии ставшая бестселлером. Прошло несколько десятилетий, прежде чем книгу признали; в Великобритании при жизни Лэйнга вышло 700 000 экземпляров. Вторая книга Лэйнга, «Я и Другие», была опубликована в 1961 году. Обе книги явились своеобразным итогом его теоретической работы на протяжении 1950-х.

### Расцвет, зрелые годы
Пик творчества и деятельности Лэйнга и пик его популярности приходятся на 1963—1967 годы. В первой половине 1960-х он совместно с Гербертом Филлипсоном и Расселом Ли работал над книгой «Межличностное восприятие»; с Дэвидом Купером — над критическим анализом творчества Ж.-П. Сартра, книгой «Разум и насилие»; совместно с А. Эстерсоном проводил исследование семей лиц с шизофренией, лёгшее в основу книги «Здравомыслие, безумие и семья». Книги «Разум и насилие» и «Здравомыслие, безумие и семья» были впервые опубликованы в 1964 году, а «Межличностное восприятие» — в 1966. В 1965 году из печати вышла работа Лэйнга «Мистификация, смущение и конфликт-интенсивная семейная терапия».
В 1964 году Лэйнг обретает популярность. Его книги получили резонанс в мировой психологии, психиатрии и вообще в среде интеллигенции. Лэйнг выступает с докладами в Великобритании и США, публикует ряд статей в журналах, читает лекции в ведущих университетах Великобритании и других стран, участвует в крупнейших конференциях, в телевизионных передачах; на британском телевидении вёл передачу, посвящённую проблемам сумасшествия, здоровья и семьи. Как психотерапевт принимает множество пациентов, которых стремится прежде всего выслушать, а не осуществить курс терапии. Психотерапия была для Лэйнга тяжёлой работой и требовала от него предельного внимания и принятия другого. Тех, кто не мог оплатить терапию, Лэйнг принимал бесплатно. В своей работе он использовал элементы психоанализа, экзистенциального анализа, гештальт-терапии, поведенческой терапии — иными словами, применял очень эклектичный подход. Кабинет Лэйнга на Уимпол-стрит к середине 1975 года получил, как и сам Лэйнг, исключительную известность.
В этот же период своей жизни Р. Лэйнг стал приобщаться к наркотикам и увлёкся ЛСД, который был в то время официально разрешён в терапии (в использовании ЛСД тогда не было ничего из ряда вон выходящего: в 1960-е годы ЛСД считался обычным медицинским препаратом, способствовавшим, как считалось, снятию психотических симптомов и углублённой работе над личностными проблемами; его негативные эффекты тогда ещё не были изучены). ЛСД являлся для Лэйнга средством исследования глубин собственного сознания, средством погрузиться в мир, отличный от реального, и таким образом понять своих пациентов — иными словами, оказался его экспериментальной базой для понимания душевнобольных. Это был опыт, дающий представление о переживании путешествия во времени, чем-то сходный с переживанием душевнобольных как способом бытия.
Во время лекционного турне в США в 1964 году Лэйнг познакомился с профессором психологии Тимоти Лири, занимавшимся экспериментами с ЛСД. После своего возвращения в Лондон Лэйнг во время терапевтических сеансов рекомендовал пациентам использовать ЛСД; однако, в отличие от Лири, заявлявшего о необходимости широкого распространения ЛСД, Лэйнг всегда отдавал себе отчёт в его возможной опасности и давал пациентам лишь небольшие дозы.
В 1965 году была основана Филадельфийская ассоциация (которую Лэйнг возглавлял со времени её основания до 1982 года), и тогда же стартовал самый известный проект Лэйнга — Кингсли-холл: терапевтическая община, сообщество для лиц с психическими расстройствами. Кингсли-холл стал одним из контркультурных центров Великобритании, а Лэйнга превратил в гуру целого поколения. Лэйнг постоянно разъезжал с лекциями и докладами; в 1967 году был опубликован сборник его выступлений «Политика переживания», а в 1971 году — «Политика семьи». «Политика переживания» оказалась самой знаменитой книгой Лэйнга и стала бестселлером — только в США было продано 6 миллионов экземпляров.
В 1967 году Лэйнг, Купер, Джозеф Берк и Леон Редлер организовали собственную конференцию — конгресс «Диалектика освобождения», проходивший в здании Раундхаус, известном тогда центре британского андерграунда. На конгресс собрались левые активисты и контрлидеры со всего мира; выступали на нём Лэйнг, Грегори Бейтсон, Пол Суизи, Пол Гудман, Люсьен Гольдман, Герберт Маркузе, Дэвид Купер и другие. Конгресс получил широкий общественный резонанс, по его материалам был издан сборник докладов, снят документальный образовательный фильм, о конгрессе публиковались статьи и обзоры.
Во второй половине 1960-х годов Лэйнг расстался с женой и пятью детьми, начал платить им алименты. Его второй женой стала женщина на одиннадцать лет моложе его — немка Ютта Вернер. Лэйнг и его жена Ютта жили в Лондоне, у них родилось трое детей: Адам, Наташа и Макс.
В начале 1970-х годов под редакцией Р. Бойерса вышла книга «Лэйнг и антипсихиатрия», благодаря которой за Лэйнгом окончательно закрепился статус родоначальника этого направления. В то же время Лэйнг становится одной из самых популярных личностей и самым известным психиатром в Великобритании и США.
В 1970 году Кингсли-холл был закрыт, а Лэйнг со своей второй женой и двумя детьми отправился в путешествие на Восток. В 1971—1972 годах он проживал на Шри-Ланке и в Индии, посещал буддийские монастыри и йогов-отшельников, медитировал, изучал санскрит и восточную философию. После возвращения продолжил работу в качестве психиатра и психоаналитика, а также отправился в турне по США с циклом лекций, стал интересоваться пренатальным опытом и опытом рождения — этот интерес нашёл отражение в его книгах «Факты жизни» и «Голос опыта». В США Лэйнга привлекают различного рода регрессивные практики — от «первичного крика» Янова до «ребёфинга» Элизабет Фер (технику «ребёфинга» Лэйнг испробовал на себе). Он становится очень значимой фигурой для американцев, во время своего лекционного тура постоянно выступает на телевидении; интервью с Лэйнгом и статьи о нём выходят в широко известных журналах, таких как Esquire, Life. В то же время Лэйнг чувствует переутомление, начинает пить.
В 1973 году полиция нашла в доме Лэйнга ампулы с ЛСД, и, так как употребление и хранение ЛСД было к тому времени уже запрещено, дело передали в суд; скандал обсуждался в прессе. Адвокаты доказали, что наркотик был приобретён до запрещения этого препарата и Лэйнг хранил его лишь дома, благодаря чему Лэйнгу удалось выиграть суд.
Книга Лэйнга «Факты жизни», посвящённая пренатальной психологии, была издана в США в 1976 году. На протяжении 1970-х вышло также несколько книг-диалогов Лэйнга: в 1970 году — «Узелки» (книга для широкой аудитории, популяризировавшая идеи «Межличностного восприятия»), в 1977 — «Беседы с Адамом и Наташей» (книга, не содержащая теории и обобщений, а содержащая лишь записи разговоров Лэйнга с его детьми, поднимающая проблемы воспитания и общения с детьми), в 1978 — «Ты любишь меня?» (написанная в форме диалогов и стихов и посвящённая коллизиям межличностных отношений); в 1979 году вышел поэтический сборник «Сонеты». Книга «Узелки» не принесла желаемого успеха в Великобритании, но стала популярной в США, книга «Факты жизни» вызвала противоречивые мнения, а книга «Ты любишь меня?» была плохо воспринята критиками, хотя пьесу на её основе поставили в театре и хотя эта пьеса не один сезон шла в различных городах Европы.
В 1970-е годы Лэйнга также приглашают участвовать в документальном фильме новозеландского режиссёра Элен Бру «Рождение», посвящённом процессу родов. Фильм обрёл широкое международное признание, был показан на кинофестивалях в Эдинбурге, Мельбурне, Милане, в Каннах и др., получил награды как лучший телевизионный фильм на Мельбурнском кинофестивале и как лучший документальный фильм в Новой Зеландии в 1978 году.

### Конец жизни, смерть
В 1980-е годы слава Лэйнга идёт на убыль, по мере того как стареет поколение «молодых бунтарей». Теперь Лэйнга гораздо реже, чем прежде, приглашают на телевидение, и хотя он участвует в международных конференциях, посещает другие страны, его выступления и доклады не производят уже того эффекта, который они производили ранее. Рассорившись со своими прежними друзьями и единомышленниками, Лэйнг покинул Филадельфийскую ассоциацию. Также он расстаётся со своей женой Юттой. У Лэйнга появляется новая женщина — немка Сью Занкель, которая в 1984 году родила ему сына Бенджамина. Отношения Лэйнга и Сью Занкель продолжались лишь около полутора лет.
В 1982 году была издана книга Лэйнга «Голос опыта», в которой он через призму пренатальной и натальной психологии осмысляет методологические основания психиатрии. Книга получила очень серьёзное признание в Германии, но не получила такого же отклика в Великобритании и США.
В 1985 году вышла автобиография Лэйнга «Мудрость, безумие и глупость», в которой говорилось о его детстве, событиях юности и о том, что сделало его таким, каков он есть. В частности, Лэйнг описывал конфликт с матерью, считая бездуховность её отношения к нему причиной событий раннего детства, и негативно высказывался также в адрес отца. Автобиография охватывала только часть жизни Лэйнга; предполагалось, что будет ещё вторая книга, которая никогда так и не была опубликована.
Наибольшим признанием научных заслуг Лэйнга явилось то, что в начале 1985 года Национальная портретная галерея представила его портрет, написанный известной художницей Вики Кроу.
В том же году Лэйнг участвовал в конференции «Развитие психотерапии», которая проходила в Финиксе (Аризона) и на которую собрались 7 тысяч участников. Лэйнг был одной из звёзд этой конференции и в ходе её провёл терапевтическую беседу с бездомной женщиной по имени Лейла, страдающей параноидной формой шизофрении. Находясь перед широкой аудиторией профессионалов, перед камерами (более тысячи врачей следили за беседой в прямом эфире), Лэйнг мастерски общался с Лейлой, ведя её к улучшению, и к концу беседы Лейла, первоначально открыто заявлявшая о своих идеях преследования, успокоилась и стала сотрудничать с Лэйнгом. Этот случай вызвал многочисленные отклики у сторонников Лэйнга; расшифровку терапевтической беседы издали вместе с комментаторскими и аналитическими статьями отдельным сборником.
Лэйнг всё чаще выпивает, употребляет наркотики. В 1984 году он получил 12 месяцев условного заключения по обвинению в хранении гашиша. В 1987 году Лэйнга лишили лицензии на медицинскую практику по решению Общего медицинского совета в связи со злоупотреблением спиртным и с обвинением в нападении на клиента (будучи пьян, Лэйнг затеял перепалку с клиентом и схватил его за локоть); свою роль сыграли также факты, обнародованные Лэйнгом на радио — о постоянном пьянстве и о депрессии, преследовавшей его всю жизнь.
В последние годы жизни Лэйнга его подругой стала его секретарь Маргарет, в начале 1988 года родившая ему сына. В 1980-е годы Лэйнг работает над книгой «Обман любви», правкой которой он занимался вместе с Маргарет, но эта книга так и не была издана. У Лэйнга случались сердечные приступы, он неоднократно был близок к смерти. Купив небольшой домик в Австрии, Лэйнг бросил пить, стал много времени проводить на свежем воздухе, пытаясь бороться с болезнью; он вёл добропорядочную жизнь вместе с Маргарет и занимался воспитанием маленького сына.
Рональд Дэвид Лэйнг скончался в августе 1989 года от сердечного приступа, который начался у него во время игры в теннис на французском курорте Сен-Тропе. Похоронен был Лэйнг на родине, в Глазго. Поминальные мероприятия в связи с его смертью прошли в Лондоне, Нью-Йорке и многих других городах по всему миру.

## Взгляды и основные сочинения

### Продолжение идей экзистенциально-феноменологической психиатрии в «Разделённом Я»
В своей первой книге, «Разделённое Я» (англ. The Divided Self: An Existential Study in Sanity and Madness, другой вариант перевода названия на русский язык — «Расколотое „Я“»), существенно отличающейся от последующих работ и по стилю, и по содержанию, Лэйнг находится под влиянием экзистенциально-феноменологической психиатрии, которая в то время была малоизвестна в англоязычных странах. По сути, Лэйнг стал первым человеком, принёсшим Великобритании экзистенциально-феноменологическую психиатрию, и очень полно передал её дух и проблематику. Он испытал на себе влияние как психиатров европейской феноменологической школы (Бинсвангера, Минковского, Босса), так и философов и писателей (Сартра, Беккета, Тиллиха, Хайдеггера, даже Гегеля) и использовал труды европейских философов-экзистенциалистов в своей книге, что на тот момент было редкостью для британских авторов. В традициях экзистенциально-феноменологической психиатрии Лэйнг рассматривает психическое заболевание как особый модус бытия, пытается выявить онтологические основания психопатологии; однако, в отличие от других представителей феноменологической школы, большое внимание уделяет также проблеме соотношения психопатологии и межличностного диссонанса, подчёркивая, что именно с нарушением коммуникации связана постановка психиатрического диагноза.
Обращаясь, подобно другим представителям феноменологической традиции, к самому́ больному, его переживаниям, опыту и его взгляду на мир и оставляя в стороне традиционную психиатрическую терминологию, Лэйнг стремится максимально приблизиться к самому́ безумию, к границе нормального и патологического, разума и неразумия. В «Разделённом Я» он вводит понятие «переживания», ключевое в его концептуальном аппарате. Как подчёркивает Лэйнг, переживание является по сути единственной реальностью, которой мы располагаем, и поэтому, когда мы изучаем личность, нам следует рассматривать ситуацию с точки зрения переживания этой личности, помня, что наше единственное орудие и средство — это наше переживание, сопереживание, сочувствие и «даже вчувствование». Поведение человека, страдающего психозом, может казаться непонятным лишь до тех пор, пока нам не откроется его переживание, которое хотя и может быть странным и пугающим, но не должно отбрасываться как полностью нереальное. Даже если психотик полагает, что он мёртв, экзистенциально (и при этом отнюдь не метафорически, не символически) для него это так. Простой и наивной уверенности в том, что пациент галлюцинирует, а мы видим мир именно таким, каков он есть, Лэйнг советует противопоставить утверждение, что все мы спим в той или иной мере, а кроме индивидуальных иллюзий бывают всеобщие или разделяемые.
Используя термины «шизоид» и «шизофреник» для обозначения здоровых и психотических способов поведения, Лэйнг рассматривает их не в обычном психиатрическом значении, а в их феноменологическом и экзистенциальном понимании: как способы существования человека, его «бытие-в-мире». Различие между «нормальными» и теми, кого в обычной психиатрии считают больными людьми, лежит, по Лэйнгу, не в области физиологии, а в области экзистенции. Как утверждает Лэйнг, психотерапевт должен не интерпретировать, а понимать, благодаря «способности вживаться в другую концепцию мира, чуждую для него». Это понимание нельзя назвать чисто интеллектуальным процессом: «Можно бы также говорить о любви, если бы это слово не было так опошлено». Сумасшествие, подчёркивает Лэйнг, постижимо только в экзистенциальном контексте, делающем понятным переход от здорового способа «бытия-в-мире» к шизофрении, то есть психотическому «бытию-в-мире», а понятия клинической психиатрии и психопатологии неприемлемы для понимания этого перехода: теоретические конструкции, созданные в рамках естественных наук, могут что-то сказать лишь о человеке как организме, но не дают представления о человеке как личности — а болеет именно личность, принципиально несводимая к тем или иным физическим, химическим или физиологическим параметрам. Поэтому современная психопатология, по утверждению Лэйнга, даёт искажённое представление о внутреннем мире безумца.
При разработке своего интерперсонального подхода Лэйнг опирался на работы американского психиатра Г. Салливана, утверждавшего, что шизофрения представляет собой не столько проявление «патологической» личностной структуры, сколько коммуникационную модель, сформировавшуюся в раннем детстве. Корни всех страданий и эмоциональных проблем, как утверждает Лэйнг в «Разделённом Я», находятся в межличностном опыте переживания, полученном в семье.
Поведение психотика Лэйнг рассматривает в качестве своеобразного аварийного выхода из тупиков, в которые его загоняют его же близкие с помощью деструктивных паттернов межличностного взаимодействия. Однако, по Лэйнгу, только человек с высоким порогом онтологической неуверенности выбирает в качестве выхода из безвыигрышной позиции то состояние, которое психиатры диагностируют как «шизофрения». В отличие от обычного человека, онтологически неуверенная личность гораздо более ранима по отношению к объективированному отношению других (отношению, при котором другие к ней относятся как вещи), являющемуся наиболее распространённым типом общения в нашем обществе. Пытаясь защититься от такого рода отношений, она начинает отчуждаться от своего тела и отождествляет себя с невоплощённой самостью (unembodied self). Лэйнг отмечает, что онтологически неуверенная личность может испытывать три вида тревоги потери себя: «поглощение» (боязнь потери автономии и индивидуальности, потери своего «я», с которой связан страх «быть понятым», «то есть постигнутым, настигнутым, схваченным», страх «быть любимым или даже просто быть увиденным»), «разрывание» (онтологически неуверенная личность может ощущать себя в качестве вакуума и бояться реальности, ощущаемой им наподобие газа, который может вторгнуться в вакуум, разорвав его; реальность воспринимается как угрожающая, преследующая, взрывоопасная) и «окаменение» (боязнь «превращения в камень», боязнь быть воспринятым другим в качестве вещи, объекта).
В «Разделённом Я» Лэйнг рассматривает как основные черты шизофренического сознания потерянность, отчаянье, утрату оснований бытия. Это отчаянье запускается изменением существования, бытия человека: иное бытие-в-мире, лежащее в основе развития шизофрении, возникает, по мнению Лэйнга, по причине онтологической незащищённости, которая присуща потенциальному «шизофренику». Психотический приступ Лэйнг рассматривает как своего рода прорыв, выход на поверхность внутреннего гниения заживо. Этот прорыв, по утверждению Лэйнга, представляет собой акт отчаяния: «понимать отчаяние — значит понимать, что такое шизофрения».
В противоположность онтологически защищённому человеку, который, по Лэйнгу, переживает внешний мир как целостный и непрерывный, а себя — как реальную, живую, цельную и непрерывную личность, онтологически незащищённый человек ощущает себя нереальным, несвязным, несогласованным, раздробленным, неавтономным, лишённым индивидуальности и временно́й непрерывности. При этом другой человек и внешняя реальность переживаются как преследующие, угрожающие, убийственные для «я»; «я» отказывается от своей автономии и индивидуальности, но отказ от собственной автономии является средством скрытой охраны себя, а симуляция болезни и смерти становится средством сохранения жизни. Человек, страдающий безумием, стремится отгородиться от угрожающей внешней среды и погружается в пустоту собственного внутреннего мира, но вместе с отрицанием онтологического статуса реальности и бытия других уменьшается и его собственная онтологическая безопасность. Чем сильнее защищается «я» и чем больше оно разрушается, тем явственней становится угроза для «я» со стороны других людей, и «я» приходится защищаться с ещё большей силой. «Шизофреник» губит и уничтожает своё «я», пытаясь его сохранить.
Основной предпосылкой онтологической незащищённости, согласно Лэйнгу, является раскол между переживанием своего тела и своего «я». Онтологически незащищённый человек отождествляет себя с той частью, которую ощущает как невоплощённую (обычно этой частью является разум), он не ощущает себя хозяином своего тела, отделяется от всего своего бытия и становится его сторонним наблюдателем. Отделённость и отстранённость от внешнего мира приводит к тому, что он конструирует внутри себя «микрокосм», где стремится стать полным хозяином. В этом микрокосме нет реальных людей и отношений; есть только фантомы, заменители внешнего мира — воображаемые миры, фантастические образы вместо реальных людей. Целью безумного человека становится стремление «стать чистым субъектом без какой-либо объективной экзистенции». «Я» и мир человека всё больше и больше становятся нереальными, а так как они лишены реальности, они обедняются и уплощаются, становятся пустыми, лишёнными жизни, раздробленными. Существование человека погружается в ничто, в пустоту. Весь мир переживается им как нереальный, а всё, что относится к восприятиям и действиям, — как ложное, бесполезное и бессмысленное. Тело ощущается не как ядро индивидуального бытия, но как один из внешних объектов; оно становится для безумного человека носителем «ложного Я», а «истинное Я», оно же «внутреннее Я», изолируется от мира, от тела человека, «развоплощается» и в конце концов оказывается на краю гибели.
Подобно другим представителям экзистенциально-феноменологической психиатрии, Лэйнг в книге «Разделённое Я» по преимуществу сосредотачивается на внутреннем мире человека, страдающего психозом, а не на социальных взаимоотношениях. Однако уже здесь он говорит о нормальности как о результате социального сопоставления («…нормальность или психоз проверяются степенью схожести двух личностей, одна из которых по общему согласию является нормальной»), то есть дополняет психологический ракурс социальным, который будет разрабатывать в дальнейшем.

### Теория групп и теория общества
Теория межличностной коммуникации и теория групп сформировались у Лэйнга на основании практических исследований и легли в основу двух работ: «Я и Другие» (англ. The Self and Others) и «Межличностное восприятие» (англ. Interpersonal Perception: A Theory and a Method of Research), причём «Межличностное восприятие» возникло в результате коллективного исследовательского проекта, который Лэйнг осуществлял вместе с Гербертом Филлипсоном, ведущим клиническим психологом Тавистокской клиники, и Расселом Ли — американским психиатром-исследователем.
Как отмечал Лэйнг в предисловии к «Я и Другие», «Эта книга пытается описать человека в рамках социальной системы или „связки“ других людей…». Без «другого» для Лэйнга не существует «я»; именно другие люди позволяют реализовываться идентичности человека — идентичность всегда требует отношений с другими, и в этих отношениях самоидентификация индивида достигает своего завершения. Система взаимоотношений с другими всегда предполагает то, что в книге «Межличностное восприятие» названо метаперспективами: «моё» восприятие восприятия другим «меня», «мой» взгляд на оценку «меня» другим. Человек никогда не может безошибочно оценить, как его воспринимают другие люди, но он всегда знает, что они имеют о нём какое-либо представление и мнение, оценивают его тем или иным образом, и он всегда действует на основе предполагаемого отношения, мнения о нём окружающих. В процессе взаимодействия с другими формируется, по утверждению Лэйнга, метаидентичность, которая вмещает в себя мнение, взгляд, действия другого по отношению к индивиду.
Исходя из того, что, по Лэйнгу, поведение является функцией переживания, а переживание и опыт всегда соотносятся с чем-то или кем-то другим по отношению к «я», поведение двух человек, как утверждает Лэйнг, не может быть описано исключительно в рамках поведенческой схемы и вовсе никак не может быть представлено в рамках внутриличностного исследования. Поведение всегда опосредуется переживанием, а переживание, в свою очередь, зависит от поведения. Посредством своего поведения человек может влиять на три значимых пространства другого: на его переживание «меня», моё переживание его и на его поведение, и хотя человек не может воздействовать на другого непосредственно, он может влиять на своё собственное переживание его.
Сеть межличностного взаимодействия, метаперспектив представляет собой, по Лэйнгу, элементарный уровень социального, на котором развёртывается опыт личности, уровень, где опыт из внутриличностного оформляется как межличностный. Следующим уровнем является уровень социальной группы, на котором межличностное взаимодействие оформляется как пространство унификации, а над уровнем метаперспектив надстраивается уровень социальной фантазии.
Построение теории социальных групп и теории общества Лэйнг осуществляет благодаря обращению к идеям Ж.-П. Сартра, к его онтологии социальной реальности. Творческое развитие взглядов Сартра нашло отражение в совместной работе познакомившихся в 1958 году Лэйнга и Купера «Разум и насилие: десятилетие творчества Сартра» (англ. Reason and Violence: A Decade of Sartre's Philosophy). Как предполагалось, эта книга должна была познакомить англоязычную аудиторию с идеями Сартра, содержащимися в его до той поры не переведённых на английский работах. Однако в действительности работа оказалась не популярным введением в творчество Сартра для широкой аудитории, а подробным, кропотливым анализом, воспринять который в достаточной мере могли только специалисты. В «Разуме и насилии» Лэйнг и Купер пишут не просто о Сартре, но во многом именно о тех идеях Сартра, что могли бы быть использованы в психиатрии и в исследованиях социальных групп и межличностных отношений.
Основные положения книги «Разум и насилие» тесно взаимосвязаны с идеями другой работы Лэйнга «Здравомыслие, безумие и семья» (англ. Sanity, Madness and the Family), написанной в соавторстве с его коллегой А. Эстерсоном и основывавшейся на исследовании межличностных взаимодействий внутри семей «шизофреников». Исследование проводилось группой, получившей название «Тавистокская группа по исследованию шизофреников и их семей» и включавшей в себя в том числе Лэйнга и Эстерсона. Были проведены многочасовые интервью как с самими «шизофрениками», так и с членами их семей (Лэйнг и его коллеги говорили не столько о шизофрении, сколько о шизофрениках, называя так лиц, которым был выставлен диагноз «шизофрения»; при этом выдвигали предположение, что шизофрению не следует считать болезнью, поскольку человек не страдает от неё в общепринятом медицинском смысле этого слова, а является лишь тем, чей опыт и поведение воспринимаются как необычные окружающими его людьми). Теоретическое осмысление результатов собственного опыта в коллективных проектах также легло в основу лекций Лэйнга, по материалам которых позднее была написана его самая известная книга — «Политика переживания» (англ. The Politics of Experience, другие варианты перевода названия на русский язык — «Феноменология переживания», «Политика опыта»).
Хотя «Политика переживания» не была изначально задумана как единая книга и содержит в себе выступления и статьи 1964—1965 годов, фактически она является самой цельной и продуманной работой Лэйнга. В этой работе Лэйнг выступает на пике своей творческой активности, формулирует именно те идеи, которые наиболее часто стали связываться с его именем, в том числе центральную для его творчества и практики идею метанойи. Все тексты, вошедшие в книгу «Политика переживания», объединены вокруг общей темы, обусловившей цельность работы: Лэйнг пишет о многообразных формах человеческого опыта и о технологии и техниках его отчуждения в современном обществе, о господствующем в современном обществе тотальном отчуждении (понятие «отчуждение» Лэйнг трактует не вполне по-марксистски: он понимает под ним не отчуждение продуктов труда, а экзистенциальное отчуждение, заключающееся в том, что человек не опознаёт и не принимает собственных чувств, не реализует свои желания и потребности, попросту не может быть собой).
Социальная группа и общество в целом возникают, как утверждает Лэйнг, благодаря тому, что он называет элементарным синтезированием группы: несколько индивидов начинают воспринимать друг друга как единое целое, а себя — как одного из этой социальной общности; при этом группа не является чем-то внешним по отношению к входящим в неё личностям, она возникает на основании переживания индивидов, на основании их взаимопереживания и переживания множества как единства. Благодаря вовлечению в процесс образования и функционирования группы всех её членов создаётся своеобразное единое пространство опыта/переживания, которое множеством видимых и невидимых нитей соединяет переживания личностей.
В итоге образуется социальный организм, очень крепко сцепленный изнутри: каждый связан с другим каждым. Этот социум существует лишь постольку, поскольку образован отдельными личностями и полностью зависит от них, он существует и везде (в каждой без исключения личности), и нигде (так как указать на место фиксации этой социальной общности за пределами конкретных людей невозможно). В «Политике переживания» Лэйнг называет эту социальную общность связкой.
В связке нет ни общего объекта, ни организационной и институциональной структуры. За её социальной реальностью ничего не стоит, она лишена онтологического гаранта и фундамента, однако ей необходимо как-то поддерживать свою жизнеспособность, конкурировать и побеждать в борьбе с другими социальными и индивидуальными образованиями. Эта жизненная необходимость запускает отчуждение, и в результате конституируется Другой как гарант истинности социальной реальности. Другой является отчуждённым опытом каждого из членов группы, опытом, перенесённый вовне. У него нет онтологической реальности, он представляет собой фантом, но для связки это лучше, чем ничего: «Связующим звеном между Нами может быть Другой. Других даже не обязательно локализировать как вполне определённых Их, на которых можно четко указать. В социальной цепочке сплетен, слухов, скрытой расовой дискриминации Другой находится всюду и нигде», — отмечает Лэйнг в «Политике переживания». Если для связки не существует подлинной внешней опасности, она должна быть придумана. Охрана и защита группы от угрожающей ей внешней опасности основывается на двух предварительных условиях: 1) сфантазированная характеристика внешнего мира как якобы чрезвычайно опасного, 2) генерирование террора для защиты от этой опасности. Как подчёркивает Лэйнг, для семьи-связки характерно то, что она скрепляется взаимным страхом, беспокойством, виной, моральным шантажом и прочими разновидностями террора, при этом взаимная забота — лишь внешняя сторона происходящего, прикрывающая взаимное запугивание.
Наличие социальной общности, необходимость поддержания постоянных и нерушимых связей в социуме подразумевают необходимость унификации — унификации переживания/опыта, усреднения. Все должны быть похожи друг на друга, разделять одни и те же принципы и испытывать одни и те же чувства; автономный, непохожий на других индивид не сможет установить множественные связи, интериоризировать других, а другие не смогут вобрать его в себя. Чем больше связей нужно выстроить между членами общества, тем более унифицированный, усреднённый опыт они обязаны испытывать; отличие — основная угроза для связки. Поэтому в обществе культивируется отчуждение и уничтожается индивидуальность. Ребёнок, по Лэйнгу, рождается «самим собой», он экзистенциально «чист» и «невинен», для него нет разницы между иллюзией и реальностью, и мир фантазии для него не менее правдоподобен, чем «реальный» мир взрослых; однако потом этот мир портит ребёнка, отчуждает от его опыта, и в отчуждении основную роль играет семья. В процессе воспитания ребёнку объясняют, как нужно переживать мир и в каких словах его описывать; над ребёнком совершают насилие, называемое в современном обществе любовью, в результате чего к тому времени, когда ребёнку исполняется лет пятнадцать, получается, как пишет Лэйнг в «Политике переживания», «во всем подобное нам существо — полубезумное создание, более или менее приспособленное к свихнувшемуся миру. В наш век это нормальное состояние».
То, что обычно считается нормой, в действительности, по Лэйнгу, является псевдосуществованием. «Нормальный», не обнаруживающий никаких патологических симптомов человек ущербен, так как отрезан от большей части своего опыта — и от его «глубинных», примитивных пластов, и от «вершинных» переживаний. Он не задумывается о своём внутреннем мире, утрачивает осознание большинства телесных ощущений, утрачивает способность мыслить, «видеть». За свою адаптацию к обществу «нормальный» человек платит высокую цену: механизация человеческих отношений, безразличие и «ложное сознание», благодаря которому человек ориентируется в «системе социальных фантазий». На макросоциальном уровне этими «социальными фантазиями» являются религиозные или научные убеждения и политические взгляды, на микросоциальном — семейные или корпоративные мифы. Понимание Лэйнгом «нормы» близко к состоянию Das Man, или «падшего бытия», описанного Хайдеггером, — состоянию, которому присущи отчуждённость, самоуспокоенность, бегство от самого себя. Всякий, кто пытается вырваться из системы групповой фантазии, начинает представлять для других её членов экзистенциальную угрозу, так как ставит под сомнение их верования и вытекающий из них образ жизни. Подобных людей группа клеймит ярлыком «сумасшедшие», ограждая тем самым себя от их влияния. Как подчёркивает Лэйнг, тех, кто потерпел неудачу в процессе приспособления к миру общественных галлюцинаций, именуемых реальностью, специалисты в области психиатрии и психоанализа именуют шизофрениками и, маскируя это под заботу о больном, пытаются «приручить» индивида, вернуть его к той системе групповой фантазии, которую он пытался преодолеть и которая является несомненной для социума, в том числе и для психиатров.
В своём докладе под названием «Очевидность» (англ. The Obvious) на прошедшем в 1967 году конгрессе «Диалектика освобождения» Лэйнг утверждал, что во «всеобщей мировой социальной системе» имеет место институционализированное и организованное насилие, агенты которого (врачи, учителя и т. п.) не осознают себя его агентами: врачи считают, что они заботятся о пациентах, проявляя искреннее беспокойство. В малых социальных группах объектами насилия становятся отдельные люди — в частности, психически больные; в рамках обширной социальной системы насилие направлено на неопределённую массу, находящуюся вне этой подсистемы, — на Них.
Лэйнг уже считает шизофрению не патологией поведения, не изменением личности, но патологией коммуникации, болезнью человеческих отношений. Он подчёркивает, что любой случай шизофрении должен рассматриваться путём исследования не одного пациента, а всего социального или семейного контекста, который и позволяет выяснить истоки патологии. В «Политике переживания» Лэйнг, в частности, утверждает:
«Шизофрения» — это диагноз, ярлык, приклеенный одними людьми другим. Но приклеенный кому-то ярлык вовсе не доказывает, что этот человек подвержен патологическому процессу неизвестной природы и происхождения, протекающему в его организме. <…> Нет такого «состояния», как «шизофрения», но ярлык является социальным фактом, а социальный факт — фактом стратегическим.
Шизофрения, по Лэйнгу, представляет собой обозначение трудностей коммуникации, невозможности установления прочных коммуникативных связей и трудностей вхождения в систему социальной фантазии. Нарушение и выпадение из системы социальных отношений связано с тем, что человек, называемый шизофреником, движется «вне строя» системы социальной фантазии. Из этого не следует, что только курс «шизофреника» неправилен; неправильно может двигаться и всё общество. Для наглядности Лэйнг сравнивает эту ситуацию со строем самолётов в воздухе: если один самолёт находится вне строя, из этого не следует, что только один самолёт отклонился от курса, а остальные — нет; но из этого также и не следует, что самолёт, находящийся вне строя, следует «верным курсом». Вполне может быть, что и самолёт, и сам строй могут в той или иной мере отклоняться от курса. Критерий пребывания «вне строя» — это критерий клинициста и позитивиста, критерий «отклонения от курса» — это онтологический критерий.

### Метанойя
Будучи далеко не первым в своей социальной критике психиатрических и общественных институций, Лэйнг, тем не менее, оказался уникален тем, что объединил в концепте метанойи эту социальную критику и теорию экзистенциальных оснований психического заболевания. Термин «метанойя» (буквально «изменение сознания») он заимствовал у Юнга, который, в свою очередь, взял это слово из Нового Завета. Под метанойей Лэйнг понимал путь перерождения, преображения личности, обретения своего истинного «я», осуществляющийся через психоз. На возможность подобного рассмотрения шизофрении до Лэйнга ещё в 1961 году в одной из своих работ намекал и Грегори Бейтсон.
Понимание психотического процесса как исцеления проходит у Лэйнга определённую эволюцию: вначале он, как и Бейтсон, осмысляет этот процесс во многом в антропологическом ключе, но с 1965 года на первый план выходит его религиозное, мистическое и политическое осмысление. В статье «Религиозный опыт в религии и психозе» (англ. Transcendental Experience in Relation to Religion and Psychosis, 1965) Лэйнг утверждает, что психотическое путешествие включает в себя разрушение нормального эго с его ложной позицией приспособления к отчуждённой реальности современного общества и возрождение нового эго, которое теперь является не предателем, а слугой божественного.
Как полагает Лэйнг, переживания человека в острой стадии психоза часто походят на мистические, религиозные переживания и выражают естественный путь обретения своего подлинного «я», приближения к своей истинной сущности. Покидая внешний социальный мир общества, человек уходит во внутреннее царство уникального и индивидуального опыта, где исчезают знакомые ориентиры, привычная размётка, общепринятые схемы. Психотическое путешествие — это всегда поисковое путешествие, человек в психозе оказывается первопроходцем, в чём и состоит сложность пути. Мир, в который погружается психотик, лишён любых ориентиров, и человек, страдающий психозом, испытывает страх и потерянность, неминуемо погружается в хаос и пустоту. Его путешествие не всегда обречено на успех; «шизофреник» начинает его, не зная, что произойдёт с ним дальше, начинает на свой страх и риск, и возможно, ему придётся не раз сбиваться с пути, многое потерять или даже потерпеть полное поражение. По этой причине путешествующему необходим тот, кто проведёт его через эту бездну с как можно меньшими потерями. Среди психиатров и священников, пишет Лэйнг, должны найтись те, кто мог бы на себя взять роль проводников, способных сопровождать человека в этом путешествии, помочь ему попасть в тот мир и вернуться обратно, причём это должен быть проводник, уже ранее побывавший в том мире. Вместо психиатрических клиник необходимы сообщества, а вместо психиатрического обследования и диагностирования — церемония инициации, с помощью которой могли бы погрузиться во внутреннее пространство и время люди, готовые совершить подобное путешествие и вернуться назад с помощью уже побывавших там.
Путешествие «шизофреника», по Лэйнгу, не является болезнью и не требует психиатрического вмешательства; используемое в психиатрии лечение представляет собой только грубое вмешательство и прерывание этого своеобразного переживания. Более того, такое переживание само является естественным средством исцеления от отчуждённости, которую принято называть нормальностью. Лэйнг характеризует метанойю как своеобразный цикл смерти-перерождения, и если этот цикл протекает успешно, то человек, по утверждению Лэйнга, возвращается во внешний мир, ощущая себя родившимся заново и обновлённым, перешедшим на более высокий уровень функционирования, чем прежде.
По утверждению Лэйнга, метанойя невозможна в рамках семьи, так как семья награждает человека сковывающим его узлом мистификации — по этой причине, хотя семейный контекст и важно исследовать при изучении происхождения шизофрении, человеку, если он хочет пройти процесс исцеления, следует освободиться от семьи. Больница тоже организована по модели семьи и склонна увековечивать, укреплять семейную мистификацию, поэтому не может принести человеку, проходящему через психоз, ничего хорошего.
Лэйнг не преуменьшал страдания лиц, находящихся в психозе, и достоверно описал состояния страха, смятения, изоляции и отчаяния, изредка прерываемые вспышками экстаза, наблюдавшиеся им у «шизофреников». Тем не менее он утверждал, что если создать безопасное и дружественное окружение и относиться к психотикам с уважением, по крайней мере части их можно помочь без применения медикаментов, электросудорожной терапии и лоботомии. Он сам наблюдал некоторые случаи спонтанного излечения пациентов, не только возвращавшихся к своему прежнему состоянию, но и начинавших жить более полноценной жизнью, чем до психоза.
Основываясь на собственной теории социальных групп, Лэйнг пишет о революционном значении метанойи: если меняется один человек из связки, это влечёт за собой изменение остальных, и теоретически один человек своим изменением может изменить всю связку. В лекции, прочитанной Лэйнгом в Сорбонне и изданной под названием «Метанойя: опыт Кингсли-холла» (англ. Metanoia: Some Experience at Kingsley Hall), он подчёркивает:
Всякое изменение в одном человеке индуцирует приспособительные изменения в других. Однако у нас есть хорошо развитые стратегии исключения и изоляции для предотвращения подобного. Это грозит микрореволюцией. Мы постоянно сталкиваемся с возможностью революции, и оттого контрреволюционная сила и реакция очень сильны. Большинство микросоциальных революций этого типа «пресекаются на корню».
Метанойя для Лэйнга — не просто теоретический концепт, но и пространство конкретного переживания конкретных людей, прошедших через психоз. Он всегда собирал истории людей, прошедших через психотическое путешествие, находя тем самым подтверждения своей гипотезы. Так, в «Политике переживания» (в главе «Десятидневное путешествие») Лэйнг дословно приводит подробный рассказ скульптора и бывшего моряка Джесса Уоткинса о пережитом им 10-дневном психотическом эпизоде. Джесс явился для Лэйнга классическим случаем, сродни тому, кем явилась для Фрейда Анна О. Он не увлекался чтением, не разбирался в мистике и обычно не испытывал никаких интенсивных религиозных переживаний, однако то, что он испытал во время психоза, оказалось наполнено глубоким философским, мистическим, религиозным смыслом и подтверждало гипотезу Лэйнга о метанойе.
Метанойю Лэйнг сделал центральной терапевтической стратегией в организованной им экспериментальной общине «Кингсли-холл», явившейся его главным социальным проектом.

## Социальные проекты

### «Шумная комната»
Первый свой проект Лэйнг попытался осуществить в Гартнавельской Королевской психиатрической больнице в Глазго, где он работал в женском отделении для неизлечимых больных. Здесь Лэйнг впервые встретился с хронически больными пациентами; пациентки его отделения имели опыт лечения шоковой терапией и инсулиновыми комами, некоторые пережили лоботомию. Пациентки вели себя очень шумно и дезорганизованно, были замкнуты и необщительны. Находясь в комнате отдыха, они сидели или лежали постоянно на одном и том же месте, некоторые выкрикивали отборную брань или бросались на других. Персонала не хватало, и пациенткам никто не уделял внимания. Лэйнг, решив воплотить свои идеи на практике, убедил принять участие в эксперименте двух своих коллег — докторов Кэмерона и Макги.

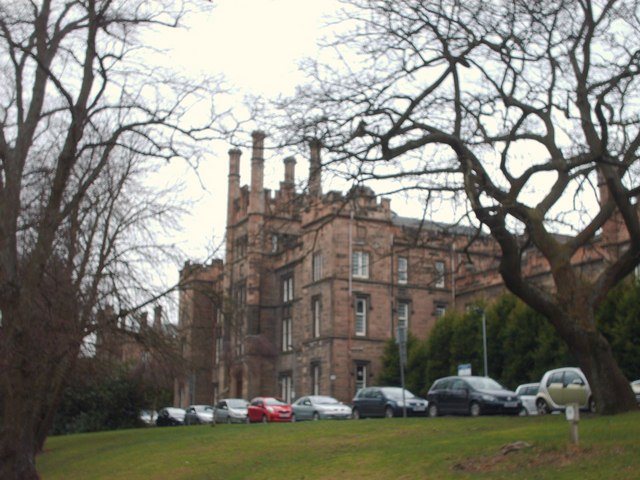
Гартнавельская Королевская психиатрическая больница, где Лэйнг организовал свою «Шумную комнату»

Слово «rumpus» в названии эксперимента («The Rumpus Room») можно переводить на русский язык и как «игровая», и как «шумная», однако вариант перевода «Шумная комната» является более верным и отсылает к шуму скорее в самом отделении, за стенами комнаты, чем внутри её. Суть эксперимента, проходившего в 1954—1955 годах, заключалась в том, что 11 безнадёжных пациенток с хроническими формами шизофрении, каждая из которых до начала эксперимента пребывала в больнице не менее 4 лет, и две медсестры проводили каждый день с понедельника по пятницу с 9 утра до 5 вечера в большой специально оборудованной, хорошо освещённой и полностью меблированной комнате. При этом пациентки и медсёстры много общались друг с другом, и пациентки занимались кулинарией, вязанием, шитьём, искусством и др.: в комнате было достаточно принадлежностей для этих занятий. Около часа в день проводил в «Шумной комнате» и сам Лэйнг, чтобы отслеживать изменения в состоянии пациенток.
В итоге между пациентками и медсёстрами сложились отличные отношения. Все пациентки были опрятно одеты: носили бельё, платья, чулки и туфли; волосы были аккуратно уложены, и некоторые пользовались косметикой. Пациентки нередко покидали комнату и помогали персоналу: работали на кухне и готовили пищу, полировали полы или убирали лестницы. Иногда они выходили из больницы на прогулку, покупая чай или конфеты, косметику, материалы для рукоделия. Хотя у некоторых из пациенток и сохранялись симптомы шизофрении (что проявлялось, например, в их речи, которая у большинства пациенток всё ещё была речью психотиков), они снова стали выглядеть как обычные люди.
Как отмечалось в отчёте об эксперименте, опубликованном в журнале The Lancet, у пациенток исчезли многие симптомы хронического психоза; в отношениях друг с другом и с персоналом они стали менее вспыльчивыми, стали более аккуратными и уже не допускали непристойностей в своей речи. В отчёте подчёркивалось, что решающим фактором, повлиявшим на изменения, явились не занятия пациенток, а медсёстры, их поведение по отношению к больным:
Нам кажется, наш эксперимент доказал, что барьер между больными и штатом воздвигается не только больными, он строится обеими сторонами. И устранение этого барьера должно быть совместным.
По утверждению самого Лэйнга, через некоторое время все обитательницы «Шумной комнаты» были выписаны, однако вскоре они вернулись в больницу, причиной чего, по-видимому, стало отсутствие терапевтической среды вне больничных стен. Тем не менее впоследствии Д. Абрахамсон, изучив архивные документы, заявил, что результаты эксперимента на самом деле оказались иными: вопреки утверждениям Лэйнга, который уволился из больницы в феврале 1955 года и утратил контакт с пациентками, пациентки после прохождения «Шумной комнаты» не были выписаны из больницы. Коллеги Лэйнга, Кэмерон и Макги, завершили эксперимент без участия Лэйнга и издали книгу, в которой, описывая результаты экспериментов, указывают лишь на два случая выписки.

### Кингсли-холл
Идею создания терапевтического сообщества Лэйнг начал обсуждать в 1963 году со своими коллегами — А. Эстерсоном (у которого уже был опыт создания терапевтического кибуца), Д. Купером (продолжавшим в то время проект «Вилла 21», причём первые обитатели прибыли в Кингсли-холл именно из «Виллы 21»), С. Брискином, Дж. Хитоном, а также американским романистом и социальным критиком Клэнси Сигалом. Образцом для Лэйнга служили, помимо того, терапевтические общины Максвелла Джонса и «Община на острове Айоне» Джорджа Маклауда, организованная на одном из маленьких шотландских островков.
Летом 1964 года Сидни Брискин предложил использовать в качестве места проживания общины собственный дом, и в октябре 1964 года жильцы «Виллы 21» переселились в дом Брискина. Терапевтическую общину пытались также организовать и в бывшем доме Лэйнга на Гранвилл-роуд, 23. Однако основным местом антипсихиатрической коммуны стал Кингсли-холл, находящийся в рабочем районе лондонского Ист-Энда и основанный в 1923 году сёстрами Мюриэл и Дороти Лестер, которые дали ему название в честь своего брата, писателя и историка Чарльза Кингсли. Первоначально здание, построенное с высочайшим мастерством и даже роскошью, функционировало как баптистская церковь и детский дом. Несколько раз встретившись с Мюриэл Лестер, Лэйнг добился договорённости об аренде, и с целью заключения договора 8 апреля 1965 года была создана Филадельфийская ассоциация — некоммерческая организация, первоначально включавшая Лэйнга и ряд его коллег, патронировавшая большинство проектов Лэйнга и его соратников. Арендная плата за пользование Кингсли-холлом была символической — один фунт стерлингов в год.

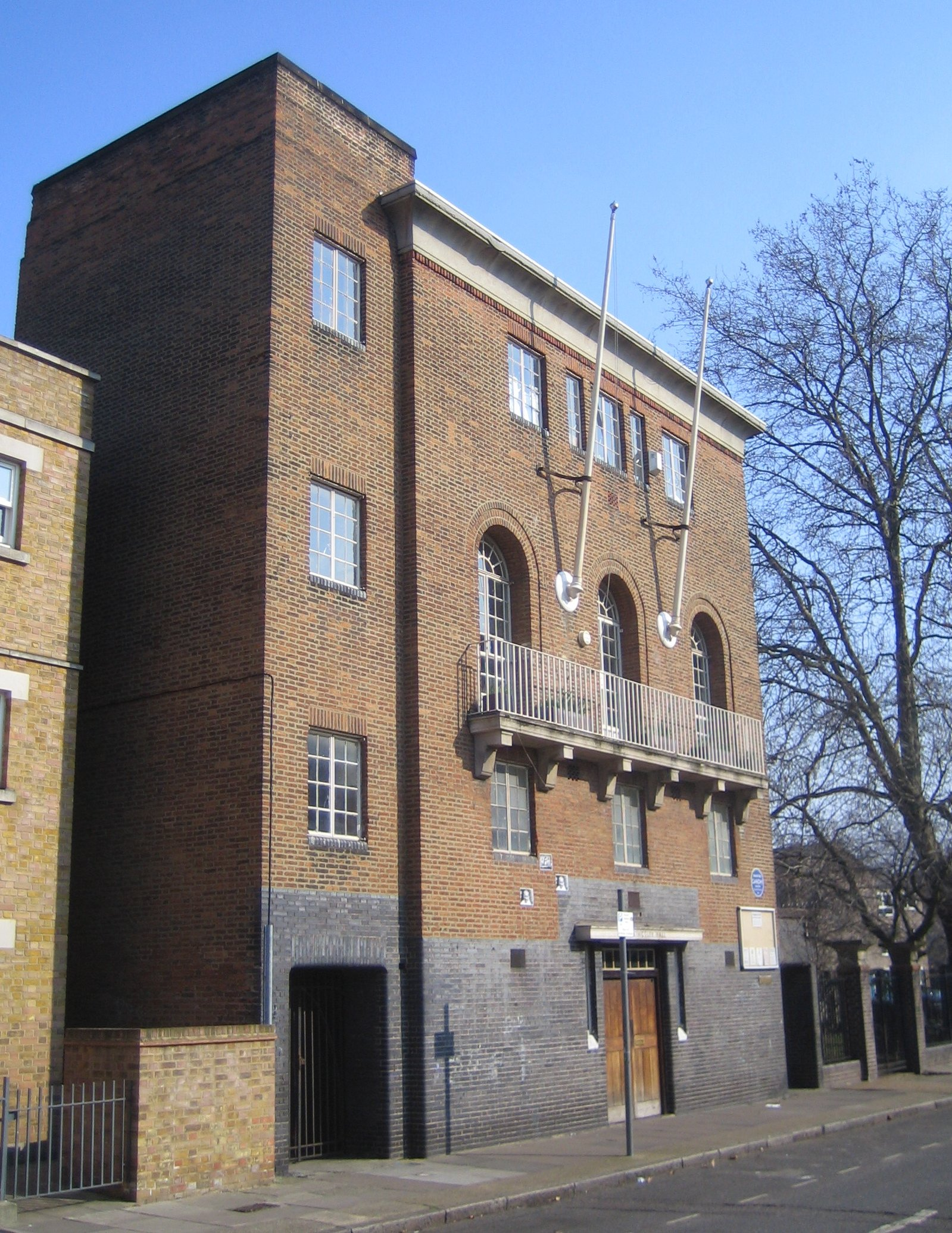
Здание Кингсли-холла

Кингсли-холл представлял собой свободную общину, не связанную ни с какой психиатрической больницей и не включённую в систему здравоохранения; в этой коммуне врачи и пациенты находились в равном положении. Лицам с шизофренией здесь предоставлялась возможность «пройти» через свой психоз, без подавления его психофармакологическими препаратами, шоковой терапией и другими подобными средствами, при дружеской поддержке и опеке всей общины. При этом бывшие психотики часто становились «проводниками» для новичков. В период своего существования как общины, с июня 1965 года по июнь 1970 года, Кингсли-холл принял 119 постояльцев, большинство из которых (85 %) были в возрасте от 20 до 40 лет и около 65 % имели психиатрический диагноз. Три четверти из этих 65 % имели диагноз «шизофрения», и более половины ранее уже проходили стационарное лечение. Одновременно в Кингсли-холле могли находиться лишь 14 человек. Кроме этого, иногда в нём проживали и временные гости: выписавшиеся из психиатрических больниц или заболевшие люди часто проводили там ночь или две, а затем уходили. В Кингсли-холле жили и авангардистские художники, экспериментальные театральные группы, представители «левых» и др.
Проводились дни открытых дверей и воскресные завтраки, присоединиться к которым мог любой желающий; устраивались публичные лекции на темы психиатрии, антипсихиатрии и феноменологии. Лэйнг и его коллеги проводили постоянный ежемесячный семинар по феноменологии и социальной теории, в котором участвовали около 50 психиатров и психотерапевтов. С обитателями Кингсли-холла встречались экспериментальные драматические труппы, авангардные поэты, художники и музыканты, танцоры, фотографы, представители «новых левых», лидеры коммунарного движения и др. Сам Лэйнг прожил в Кингсли-холле лишь около года; ни один врач не продержался в общине более двух лет.
Жизнь Кингсли-холла не была строго регламентирована; существовало своеобразное антиправило, согласно которому все правила могут подвергаться сомнению. Обязательным было только участие в ужине за огромным старинным деревянным столом в холле, а также — в меньшей степени — участие в утренних групповых беседах. Ужин стал очень значимой традицией, во время него выступали с импровизированными лекциями, рассказывали истории из своей жизни, обсуждали психоанализ, политику и шутили.
Через месяц после открытия Кингсли-холла в нём поселилась медицинская сестра Мэри Барнс, которая до этого в 1953 году около года находилась в психиатрической больнице с диагнозом «шизофрения». Спустя несколько месяцев после её прибытия в Кингсли-холл, к концу 1955 года у Мэри Барнс снова начали проявляться симптомы тяжёлого психоза. При этом она продолжала выполнять обязанности медицинской сестры, но через несколько недель попросила освободить её от этих обязанностей и забилась в подвальное помещение, где жила нагишом, закутавшись в грязное одеяло, отказываясь от еды и ни с кем не разговаривая. Постепенно Мэри оказалась в чрезвычайно рискованном состоянии — она катастрофически похудела, и ей угрожала голодная смерть. В случае, если бы она умерла, это могло бы грозить очень тяжёлыми последствиями для Кингсли-холла, лишь недавно открытого, и других подобных ему проектов. Разгорелся спор, и в конечном счёте было решено делегировать к Мэри Лэйнга, который объяснил ей, что будущее Кингсли-холла находится в её руках и что ей следует принять решение, от которого зависит жизнь других людей. Вскоре после этого Мэри согласилась поесть. Кризис миновал, состояние Мэри Барнс улучшилось. Её поведение явилось образцом для подражания других жителей Кингсли-холла; история Мэри Барнс стала хрестоматийной и придала романтический ореол Кингсли-холлу, показав, что перерождение, ради которого была создана община, возможно в её стенах, а сама Мэри стала культовой фигурой британской контркультуры. Существует, однако, мнение, что Барнс в действительности была больна не шизофренией, а истерией.
К концу 1965 года Кингсли-холл принимал в неделю около сотни посетителей. Он являлся не просто терапевтической общиной или антибольницей, а подлинным контркультурным центром — средоточием музыкантов, поэтов, художников, левых радикалов и хиппи, точкой революционности в Лондоне 1960-х.
К 1968 году состояние здания изменилось к худшему, за его состоянием никто не следил. Окрестные жители относились к общине резко отрицательно, жаловались на громкую музыку; они бросали в окна камни, выкручивали дверной звонок, били пустые бутылки из-под молока, оставляемые на пороге, иногда забрасывали в зал первого этажа собачьи экскременты. Некоторые из обитателей Кингсли-холла, выходя из здания, вели себя странным образом и беспокоили местных жителей. Однажды соседи, посмотрев на крышу Кингсли-холла, увидели на ней увлечённо танцевавшую обнажённую Мэри Барнс и вызвали пожарную службу, попросив снять её с крыши ради её же блага. В 1968 году умерла владелица Кингсли-холла Мюриэл Лестер, и вскоре после этого попечительский совет Кингсли-холла потребовал выплатить 5 тысяч фунтов стерлингов на восстановление здания и в течение 18 месяцев освободить его. 31 мая 1970 года община в Кингсли-холле была закрыта, и жители его переселились в «Archway Community» — общину, устроенную на северо-западе Лондона, которую возглавил американский врач Леон Редлер. Сам Лэйнг был разочарован: проект не стал практическим воплощением его идей. Впоследствии, однако, он оценивал опыт Кингсли-холла менее пессимистично:
В то время там жили люди, которые не могли жить больше нигде, кроме как в психиатрической больнице, они не получали лекарств, электрошока или другого лечения, они просто приезжали и жили там, потому что им так хотелось. Не было ни самоубийств, ни убийств, никто не умер, никто никого не убил, никто не забеременел и никто ничего ни запрещал. <…> Я сам понимаю, что Кингсли-холл не был триумфом. Но мы можем извлечь из него уроки, нам есть от чего оттолкнуться… <…> Я думаю, что подобный проект можно запустить вновь: на самом деле я всё ещё периодически получаю письма от людей, запускающих где-то тот или иной проект. Все они вдохновлены Кингсли-холлом.
После завершения проекта Кингсли-холла Филадельфийская ассоциация продолжила своё существование. Она профинансировала десятки проектов терапевтических общин, разработала множество обучающих программ, объединила вокруг себя тысячи людей. С дочерними сообществами, возникшими под влиянием Кингсли-холла, Лэйнг поддерживал связь до конца своей жизни.

## Достижения
Лэйнг был не первым, кто попытался отойти от традиционного истолкования психического заболевания, в основе которого лежит инфекционная метафора (согласно этому истолкованию, человек является пассивной жертвой психической болезни, и период заболевания оказывается «тёмной фазой» в жизни человека, поскольку он перестаёт существовать как личность). Уже Х. Принцхорн и К. Ясперс впервые пришли к выводу о том, что творчество лиц, страдающих шизофренией, не является исключительно проявлением болезни, симптомом, а оказывается важной частью личностной жизни человека. Ещё дальше пошли феноменологические психиатры и экзистенциальные аналитики, согласно которым психическая болезнь — это не соматическое нарушение, а специфический опыт, не инфекция, а экзистенция; тем не менее, в отличие от Лэйнга, они не отказались в трактовке психической болезни от элемента пассивности: утверждалось, что этот модус бытия захватывает человека, ввергает его в пучину ничтожения и несёт к небытию.
Первоначально (в «Разделённом Я») Лэйнг сходным с ними образом трактовал шизофрению как хотя и специфический модус бытия, но возникающий вследствие онтологической ненадёжности, то есть этот модус бытия был по сути дефективен. Лишь позднее Лэйнг приходит к выводу, что шизофрения может быть не погибелью, а прорывом, процессом поиска своего подлинного «я», — иными словами, трактует шизофрению как активное состояние и как состояние позитивное, приводящее к лучшему, чем до шизофрении, существованию.
Вводя концепт метанойи, Лэйнг излишне романтизирует шизофрению и психически больных, что с медицинской точки зрения не вполне оправданно. Однако достижение Лэйнга состоит в том, что он проводит своеобразный эксперимент, аналогов которому не было в истории психиатрии: он полностью отходит от соматической инфекционной метафоры, и мы можем увидеть, что получается в итоге. В этом состоит безусловное новаторство его взглядов.
Лэйнг сделал попытку проанализировать сущность психического заболевания с необычной точки зрения, рассмотрев его в аспекте философии и социальной критики. Его теория, неспециализированная, маргинальная по отношению ко всем предметным областям, позволила ему сделать значительный вклад в культурологию, философию, социологию и другие гуманитарные науки. Работы Лэйнга повлияли на становление гуманистической психологии, на эксперименты, связанные с изменёнными состояниями сознания. Своими работами Лэйнг вскрыл кризис психиатрии, ввёл проблему психического расстройства в широкое поле гуманитарной проблематики и в широкий историко-культурный контекст, поднял проблему здоровья и нездоровья современной ему эпохи, сделал так, что о проблеме психического заболевания заговорила общественность. Лэйнг привлёк к проблеме безумия внимание миллионов людей и благодаря этому изменил сознание общественности.
В исследовательском отношении Лэйнг открыл для многих обновлённую или принципиально новую перспективу, находящую отражение во множестве работ различных исследователей. Творчество и деятельность Лэйнга позволили многим по-новому взглянуть на психическое заболевание, на социальную онтологию маргинальности, на проблему сознания и проблему межличностной коммуникации, на ролевую структуру общества и на механизмы его функционирования.
Отправным моментом, первичным философским интересом для Лэйнга всегда являлся опыт человека с психическим заболеванием. Лэйнг поставил значимые вопросы об онтологическом статусе патологического опыта, основаниях человеческого существования, о путях и механизмах вхождения личности в общество и о причинах её отторжения и исключения. Он политизировал патологический опыт — при этом и само внимание к опыту, и его политизация прочно закрепились в умах современников Лэйнга. Этот взгляд с тех пор стал необходимым моментом при исследовании психических расстройств. После Лэйнга безумие стало восприниматься не так однозначно, как его воспринимали до 60-х годов XX столетия; его воспринимают уже с оговоркой, оговоркой относительно его социального и экзистенциального статуса.
В отличие от представителей экзистенциально-феноменологической психиатрии, утверждавших, что психическое заболевание — это специфическое, непохожее на наше существование, Лэйнг выдвинул вопрос о социальном, культурном контексте этого существования; он вернул патологический опыт обществу, возложив на него ответственность за психические расстройства. Он подчёркивал, что больной не просто не похож на других — он таков, поскольку такова наша культура, социум, его окружающий. Лэйнг вписал психическое заболевание не в абстрактную онтологию мироздания, а в онтологию общества, частью которого неизбежно является безумец. Он заставил рассматривать человека с психозом как данность социальной системы, в чём и состояла политизация безумия.
Лэйнг попытался преодолеть не только психическое, но и социальное отчуждение лиц с психическими заболеваниями. Деятельность Лэйнга явилась выражением настроений бунтарской эпохи 1960-х годов, и организованные им терапевтические общины стали ярким примером утопических проектов. Как единая система антипсихиатрический проект Лэйнга потерпел поражение, но его отдельные элементы стали успешно использоваться в психиатрии и постепенно врастать в неё. Благодаря критике властной функции психиатрии осуществилось смягчение её структуры и режима, исследования экзистенциального статуса душевного заболевания повлекли за собой нарастающее внимание к личности пациента, следствием нападок на семейную систему стала разработка комплекса мер по работе с окружением, и пр.

## Оценки

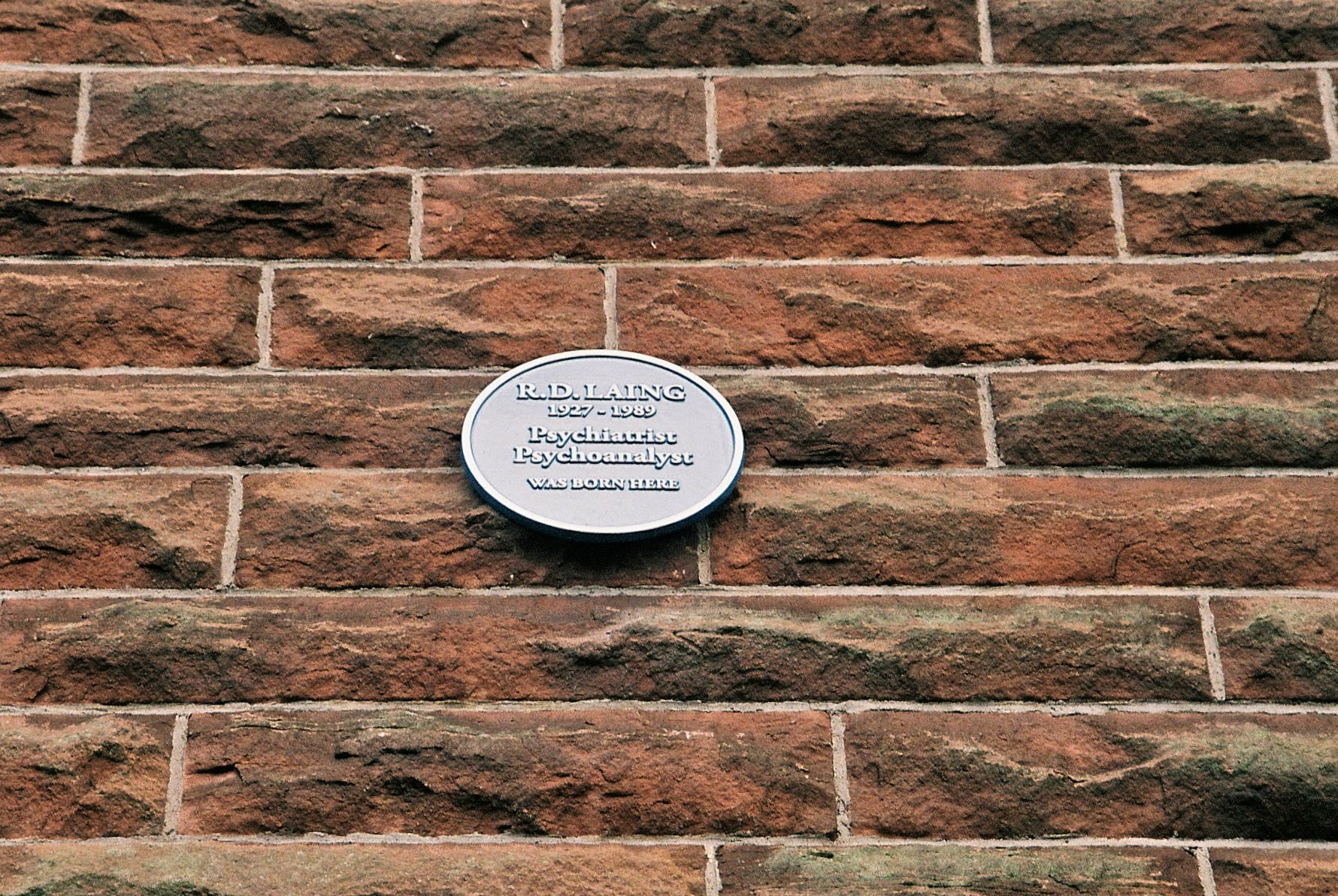
Мемориальная доска в честь Р. Д. Лэйнга на стене его дома в Глазго

В период наивысшей своей популярности Лэйнг обрёл репутацию лидера контркультуры, гуру безумцев и революционера от психиатрии. Его относили к наиболее известным в то время философам, психоаналитикам и психиатрам (таким, как З. Фрейд, К. Юнг), к лидерам антипсихиатрии. Он стал одной из центральных фигур, благодаря деятельности которых психическое заболевание вошло в пространство гуманитарной рефлексии, и одним из основных представителей психиатрического реформирования и правозащитной волны. Самая известная работа Лэйнга, «Политика переживания», расколола общественное мнение, не оставив никого равнодушным: одни поддерживали идеи автора, другие выступали с резкой критикой. Российский исследователь антипсихиатрии О. Власова подчёркивает, что Лэйнг избрал очень грамотный и последовательный путь провокации общества и обозначил свой разрыв со всеми социальными группами и институциями: будучи политически нейтрален, он держался в стороне от ЛСД-революционеров, он выступал против психиатрии и тем не менее всячески отрицал свою причастность к антипсихиатрии. Как отмечает О. Власова, «это был исключительно сартрианский ход, сартрианские революция и протест».
Известный американский психолог Кирк Шнайдер утверждал, что Лэйнг описывал психоз так, будто «руководил командой исследователей, побывавших на заброшенном острове психотиков». По словам Кирка Шнайдера,
Лэйнг был в нашей области пионером. Он одним из первых исследовал смысл психотического опыта. В этом отношении его можно сравнить с Пинелем, когда-то во Франции «освободившим» психиатрических пациентов от тюрьмы. Так же и Лэйнг снял с психически больных кандалы организованной психиатрии. <…> Он был астронавтом сознания.
Мишель Фуко отмечал, что Лэйнг «проделал колоссальную работу в качестве врача» и наряду с Д. Купером явился подлинным основателем антипсихиатрии, в то время как сам Фуко лишь осуществил критический исторический анализ.
В предисловии к сборнику статей «Лэйнг и антипсихиатрия» Роберт Бойерс писал:
…надо думать, известность Лэйнга была известностью культурного критика, нового образа психиатра — пророка, поскольку в своих недавних работах он стремится совместить исследование тяжелых расстройств психики с общей атакой оснований западной цивилизации. Это проект, который привлек внимание широких масс философов, социологов, литераторов, религиоведов — всех тех, кто интересуется историей идей и измерениями современной культуры, вызвав недовольство коллег Лэйнга по психиатрии.
Российский философ и психоаналитик В. М. Лейбин пишет, что, если соглашаться с Лэйнгом в том, что эмоциональная привязанность родителей определяет дальнейшую жизнь их ребёнка, приходится признать его право на безумие. Он отмечает такие склонности Лэйнга, как «пьянство, непостоянство по отношению к женщинам, готовым иметь от него детей, наркотики, решимость проводить опыты за пределами сознания», и пишет, что «всё это ведет не только к новому бытию, но и к недоверию разуму». В то же время Лейбин указывает, что неординарность Лэйнга, способность слушать и понимать безумцев, признавать их право на их способ бытия и на собственное место в мире являются признаками гениальности, которая раздвигает границы традиционной психиатрии.

## В популярной культуре
По мотивам биографии Лэйнга в 2017 году была снята драма «Бесит быть нормальным». Роль Лэйнга сыграл шотландский актёр Дэвид Теннант.

## Список произведений
- Laing, R.D. (1960) The Divided Self: An Existential Study in Sanity and Madness. Harmondsworth: Penguin.
- Laing, R.D. (1961) The Self and Others. London: Tavistock Publications.
- Laing, R.D. and Esterson, A. (1964) Sanity, Madness and the Family. Vol. 1. Families of Schizophrenics. London: Penguin Books.
- Laing, R.D. and Cooper, D.G. (1964) Reason and Violence: A Decade of Sartre’s Philosophy, 1950—1960. London: Tavistock Publications Ltd.
- Laing, R. D. (1965) Mystification, Confusion and Conflict. In Boszormenyi-Nagy, I., and Framo, J. L. (eds.), Intensive Family Therapy. New York: Harper & Row.
- Laing, R.D., Phillipson, H. and Lee, A.R. (1966) Interpersonal Perception: A Theory and a Method of Research. London: Tavistock Publications, New York: Springer Pab. Co, 1966.
- Laing, R.D. (1967) The Politics of Experience and the Bird of Paradise. Harmondsworth: Penguin.
- Laing, R.D. (1970) Knots. London: Penguin. excerpt Архивная копия от 14 ноября 2008 на Wayback Machine, movie (IMDB)
- Laing, R.D. (1971) The Politics of the Family and Other Essays. London: Tavistock Publications.
- Laing, R.D. (1972) Knots. New York: Vintage Press.
- Laing, R.D. (1976) The Facts of Life. London: Penguin.
- Laing, R.D. (1977) Conversations with Adam and Natasha. New York: Pantheon.
- Laing, R.D. (1978) Do You Love Me? An Entertainment in Conversation and Verse. New York: Penguin Books.
- Laing, R.D. (1979) Sonnets. London: Michael Joseph.
- Laing, R.D. (1982) The Voice of Experience: Experience, Science and Psychiatry. Harmondsworth: Penguin.
- Laing, R.D. (1985) Wisdom, Madness and Folly: The Making of a Psychiatrist 1927—1957. London: Macmillan.
- Mullan, B. (1995) Mad to be Normal: Conversations with R.D. Laing. London: Free Association Books.
- Russell, R. and R.D. Laing (1992) R.D. Laing and Me: Lessons in Love. New York: Hillgarth Press.
- Mott, F.J. and R.D. Laing (2014) Mythology of the Prenatal Life London: Starwalker Press.
- Лейнг Р. Разделенное Я. — Киев, 1995.
- Лэнг Р. Д. Расколотое «Я». — СПБ.: Белый Кролик, 1995. — 352 с. — ISBN 5-088958-033-6, ISBN 5-7695-0014-X.
- Лэйнг Р.Д. «Я» и другие. — М.: Независимая фирма «Класс», 2002. — 192 с. — (Библиотека психологии и психотерапии, вып. 98). — ISBN 5-86375-043-X.
- Лэйнг Р. Я и другие. Узелки. — М.: Эксмо-Пресс, 2002. — 304 с. — (Психологическая коллекция). — 3000 экз. — ISBN 5-04-009420-5.
- Лэйнг Р.Д. Феноменология переживания. Райская птичка. О важном. — Львов: Инициатива, 2005. — 352 с. — (Citadelle). — ISBN 966-7172-09-0.
- Лэнг Р., Эстерсон А. Безумие. Семейные корни. — КнигоМир, 2012. — 288 с. — 4000 экз. — ISBN 978-5-9780-0500-4.
- Лэнг Р.Д., Эстерсон А. Безумие: семейные корни: [влияние семьи на развитие личности]. — Екатеринбург: Литур, 2012. — 286 с. — (Мастерская человека). — ISBN 978-5-9780-0500-4.